# Whitley County, Kentucky
Whitley County är ett administrativt område i delstaten Kentucky, USA, med 35 637 invånare. Den administrativa huvudorten (county seat) är Williamsburg.

## Geografi
Enligt United States Census Bureau har countyt en total area på 1 153 km². 1 140 km² av den arean är land och 13 km² är vatten.

### Angränsande countyn
- Laurel County - norr
- Knox County - nordost
- Bell County - öster
- Claiborne County, Tennessee - sydost
- Campbell County, Tennessee - söder
- McCreary County - väster